# Yabrud
Yabrud (en árabe, يبرود) es una ciudad de Siria que pertenece a la gobernación de la Campiña de Damasco, a unos 80 km de la capital Damasco. 
La ciudad es conocida por sus cuevas antiguas, especialmente por la cueva de Iskafta (donde, en 1930, con treinta años, el viajero alemán, Alfred Rust, que más tarde sería arqueólogo, hizo una gran cantidad de importantes descubrimientos prehistóricos), y el templo de Yabrud, que entonces era el templo de Jupiter Yabroudis, que más tarde fue la "Catedral de Constantino y Helena". 
El origen del nombre Yabrud es probable que sea una palabra aramea que significa «frío»: la ciudad está situada en la falda de las montañas Qalamoun (Cordillera del Antilíbano) a una altura de 1550 m.
Los padres del expresidente de Argentina Carlos Saúl Menem, Saúl Menem (1898-1975) y Mohibe Akil (1907-1977), nacieron ambos en Yabrud. Ellos emigraron a Argentina antes del final de la Primera Guerra Mundial.